# Верижников, Борис Сергеевич
Борис Сергеевич Верижников (4 марта 1921, п. Штеревка, Луганская обл., Украина — 6 января 1999, г. Москва) — Герой Советского Союза, командир батальона 76-го гвардейского стрелкового полка (27-я гвардейская стрелковая дивизия, 8-я гвардейская армия, 1-й Белорусский фронт), гвардии капитан.

## Биография

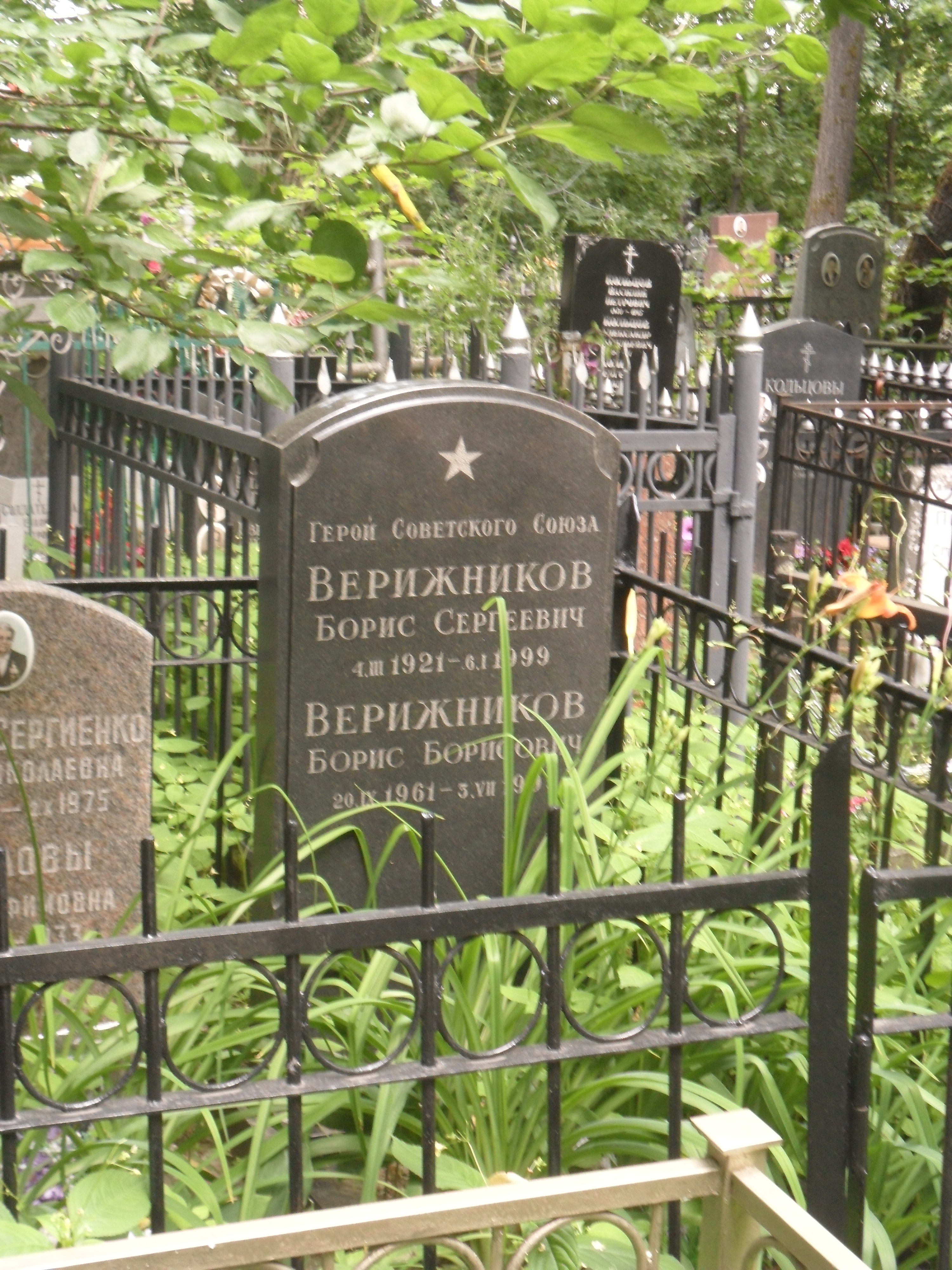
Могила Верижникова на Ваганьковском кладбище Москвы.

Родился 4 марта 1921 года в селе Штеровка (ныне — посёлок Луганской области, Украина) в семье служащего. Русский. После развода родителей вместе с матерью, в трёхлетнем возрасте, уехал в Москву. Окончил 10 классов.
В Красной Армии с 1939 года. Служил в караульной роте при курсах младших лейтенантов в Кинешме, затем был переведён в полковой оркестр 537-го стрелкового полка. С началом войны направлен во Владимирское пехотное училище, которое закончил в ноябре 1941 года.
На фронтах Великой Отечественной войны с января 1942 года. Боевой путь начал в качестве командира пулемётного взвода в 664-й стрелковом полку Московской дивизии народных ополченцев. Во время контрнаступления в Калининской области был ранен. После излечения в госпитале был направлен в 76-й гвардейский стрелковый полк 27-й гвардейской стрелковой дивизии. Член ВКП(б)/КПСС с 1943 года. Воевал под Сталинградом, участвовал в боях по освобождению Украины и Польши.
Гвардии капитан Б. С. Верижников особо отличился в ходе Люблин-Брестской операции, при форсировании реки Висла и захвате плацдарма в районе города Магнушев (Польша). Батальон под его командованием 1 августа 1944 года одним из первых в дивизии переправился на противоположный берег, обеспечив переправу других подразделений и расширение плацдарма.
Звание Героя Советского Союза с вручением ордена Ленина и медали «Золотая Звезда» (№ 7193) Борису Сергеевичу Верижникову присвоено 24 марта 1945 года.
В октябре 1944 года был направлен на стрелково-тактические курсы комсостава «Выстрел», которые закончил в 1945 году. В 1949 окончил Военную академию имени М. В. Фрунзе, в 1953 — адъюнктуру. C 1953 по 1978 работал в академии в качестве старшего преподавателя общей тактики. Кандидат военных наук, доцент. С апреля по сентябрь 1979 — заместитель начальника штаба 1-й гвардейской армии (г.Чернигов). С 1979 генерал-майор Б. С. Верижников — в запасе.
Жил в Москве. Умер 6 января 1999 года. Похоронен в Москве, на Ваганьковском кладбище.

## Награды и звания
- Герой Советского Союза.Указ Президиума Верховного Совета СССР от 24 марта 1945 года :
  - Орден Ленина,
  - Медаль «Золотая Звезда» № 7193.
- Орден Красного Знамени. Приказ Военного совета 8 гвардейской армии № 148/н от 15 августа 1943 года.
- Орден Александра Невского.Приказ Военного совета 8 гвардейской армии № 277/н от 14 августа 1944 года.
- Орден Отечественной войны I степени.Указ Президиума Верховного Совета СССР от 11 марта 1985 года.
- Орден Красной Звезды.Указ Президиума Верховного Совета СССР от 5 ноября 1954 года.
- «За службу Родине в ВС СССР» III степени.Указ Президиума Верховного Совета СССР от  30 апреля 1975 года.
- Медаль «За оборону Сталинграда».Указ Президиума Верховного Совета СССР от 22 декабря 1942 года.
- Медалями СССР.
- Иностранный орден.